# بدراق ملا (شيخ موسي)
بدراق ملا (بالفارسية: بدراق‌ملا) هي قرية تقع في إيران في قسم شیخ موسي الريفي. يقدر عدد سكانها بـ 1,020 نسمة .